# Кондратьев, Леонтий Васильевич
Леонтий Васильевич Кондра́тьев (1892, Бахмут, Екатеринославская губерния — 1943, Краснодарский край) — участник Великой Отечественной войны, помощник командира взвода 723-го стрелкового полка 395-й стрелковой дивизии 56-й армии Закавказского фронта, старшина. Герой Советского Союза (1943).

## Биография
Родился в 1892 году в городе Азов, в семье донских казаков, занимавшихся торговлей. Русский.
В 1913 году призван на службу в 16-й Донской казачий полк. Участник Первой мировой войны. Сражался на юго-западном фронте в боях против австрийских войск. Был награждён Георгиевским крестом. В 1916 году был комиссован после тяжёлого ранения и вернулся в родной город.
В Гражданскую войну воевал на стороне красных. В 1918 году вступил в красногвардейский отряд. Занимался агитацией среди казаков.
При отступлении Красной Армии из Ростова был схвачен белогвардейцами и посажён в тюрьму. В 1920 году белые взорвали тюрьму вместе с заключёнными, но Кондратьеву удалось бежать за несколько дней до этого. В этом же году он вступил в Первую Конную Армию. Воевал с белоказаками, сражался на Польском фронте. В 1921 году демобилизован. Жил в Азове. Работал в органах уголовного розыска. Принимал активное участие в разоружении азовской банды «Чёрная кошка», был внедрен. В 1925 году покинул службу. Работал слесарем на Азовском бондарном заводе.
Когда началась Великая Отечественная война, Кондратьев неоднократно просился на фронт, но не был туда отправлен из-за состояния здоровья. В 1942 году немцы подошли к Азову. Бондарный завод был эвакуирован в Сочи. Там он смог попасть в 395-ю стрелковую дивизию. Первые бои встретил на Кавказе.
Осенью 1942 года в боях на подступах к городу Туапсе Краснодарского края 395-я стрелковая дивизия получила боевую задачу — контратаковать противника в направлении на Хатыпс. Полк получил приказ взять высоту 403,3 юго-восточнее села Фанагорийское Горячеключевского района Краснодарского края. 30 октября 1942 года Леонтий Кондратьев проявил героизм при взятии вражеского дзота, закрыв его своим телом. Получил четыре тяжёлых ранения и был доставлен в госпиталь. Через четыре месяца он снова возвратился в родной полк. Таким образом, он стал первым воином, закрывшим телом амбразуру и выжившим после этого.
Пропал без вести в бою на Кубани в апреле 1943 года. По другим данным погиб в боях за с. Красное Краснодарского края и его могила находится на Кочкановском перевале.
Указом Президиума Верховного Совета СССР «О присвоении звания Героя Советского Союза начальствующему и рядовому составу Красной Армии» от 31 марта 1943 года за «образцовое выполнение боевых заданий командования на фронте борьбы с немецкими захватчиками и проявленные при этом отвагу и геройство» удостоен звания Героя Советского Союза.

## Награды
- Награждён орденом Ленина.
- В 1915 году казак 16-го Донского казачьего полка Леонтий Кондратьев награждён Георгиевским крестом.

## Память
- Герой Советского Союза Л. В. Кондратьев навечно зачислен в коллектив механического цеха Азовского бондарного завода.
- В 1964 году его имя присвоено Азовскому тарному филиалу (бывшему бондарному заводу) Ростовского рыбопромышленного производственно-научного объединения, где Кондратьев когда-то работал. На территории предприятия 9 мая 1966 года был установлен бюст Героя[4].
- Имя Героя носят улицы в Туапсе, Горячем Ключе и Азове.
- В Туапсе на улице Кондратьева установлена стела с мемориальной доской. Автор мемориальной доски — Л. В. Шлидерман[5].